# شركة الهند لتأمين الحياة
 شركة الهند لتأمين الحياة (اختصارًا باسم LIC ) هي مجموعة شركات تأمين مملوكة للدولة وشركة استثمار مملوكة للحكومة الهندية . تأسست شركة التأمين على الحياة في الهند في 1 سبتمبر 1956 عندما أصدر برلمان الهند قانون التأمين على الحياة في الهند الذي أمم صناعة التأمين في الهند. تم دمج أكثر من 245 شركة تأمين وجمعيات توفير لإنشاء شركة التأمين على الحياة المملوكة للدولة في الهند. 
اعتبارًا من عام 2019 ، بلغ إجمالي صندوق التأمين على الحياة في الهند 28.3 تريليون دولار. القيمة الإجمالية للسياسات المباعة في 2018-2019 هي 21.4 مليون دولار. قامت شركة التأمين على الحياة في الهند بتسوية 26 مليون مطالبة في سنة 2018-2019 . لديها 290 مليون حامل بوليصة تأمين.

## روابط خارجية
- شركة التأمين على الحياة في الهند - موقع LIC الرسمي